# Henri-François de Bombelles (1789-1850)
Pour les articles homonymes, voir Bombelles.
Henri-François, Comte de Bombelles (* 26 juin 1789 à Versailles ; † 31 mars 1850 à Savenstein dans le duché de Carniole, actuelle Slovénie) était un diplomate autrichien, officier et précepteur du futur Empereur François-Joseph I.
Il fut choisi comme grand maître de cour par Metternich et l'archiduchesse Sophie, chargé de l'éducation du jeune François-Joseph. H. Bombelles est le fils d'un émigré français. Ancien général de l'Armée Royale, ce dernier, une fois devenu veuf, entre dans les ordres. Après le retour des Bourbons, il finit sa carrière comme évêque d'Amiens. Pour sa part, le comte Heinrich a servi la politique de Metternich comme ambassadeur à Lisbonne et à Turin.